# 大韓航空 KUS-FS
大韓航空 KUS-FS
飛行試験中のKUS-FS
- 用途：中高度長時間滞空UAV
- 設計者：国防科学研究所、大韓航空航空宇宙部門
- 製造者：大韓航空航空宇宙部門
- 初飛行：2012年2月
- 生産開始：2024年
- 運用状況：生産中

大韓航空 KUS-FS（Korean Unmanned System–Flight Strategic）は、国防科学研究所（ADD）と大韓航空航空宇宙部門（KAL-ASD）が開発した、中高度長時間滞空型無人航空機（MALE UAV）である。「コリアン・リーパー（Korean Reaper）」とも呼ばれている。2008年に開発が開始され、2012年に初飛行を実施、2022年3月に開発を完了した。
本機は、大韓民国空軍向けの「カテゴリ5」UAVシステムとして開発された。これはアメリカのジェネラル・ダイナミクス社が開発したMQ-9 リーパーUAVと同じカテゴリであり、以前はMUAV（Medium-Altitude UAV）とも呼ばれていた。また、メーカーのパンフレットでは、海上・国境監視や環境モニタリングなどの非軍事用途にも使用できるとしている。

## 設計・開発

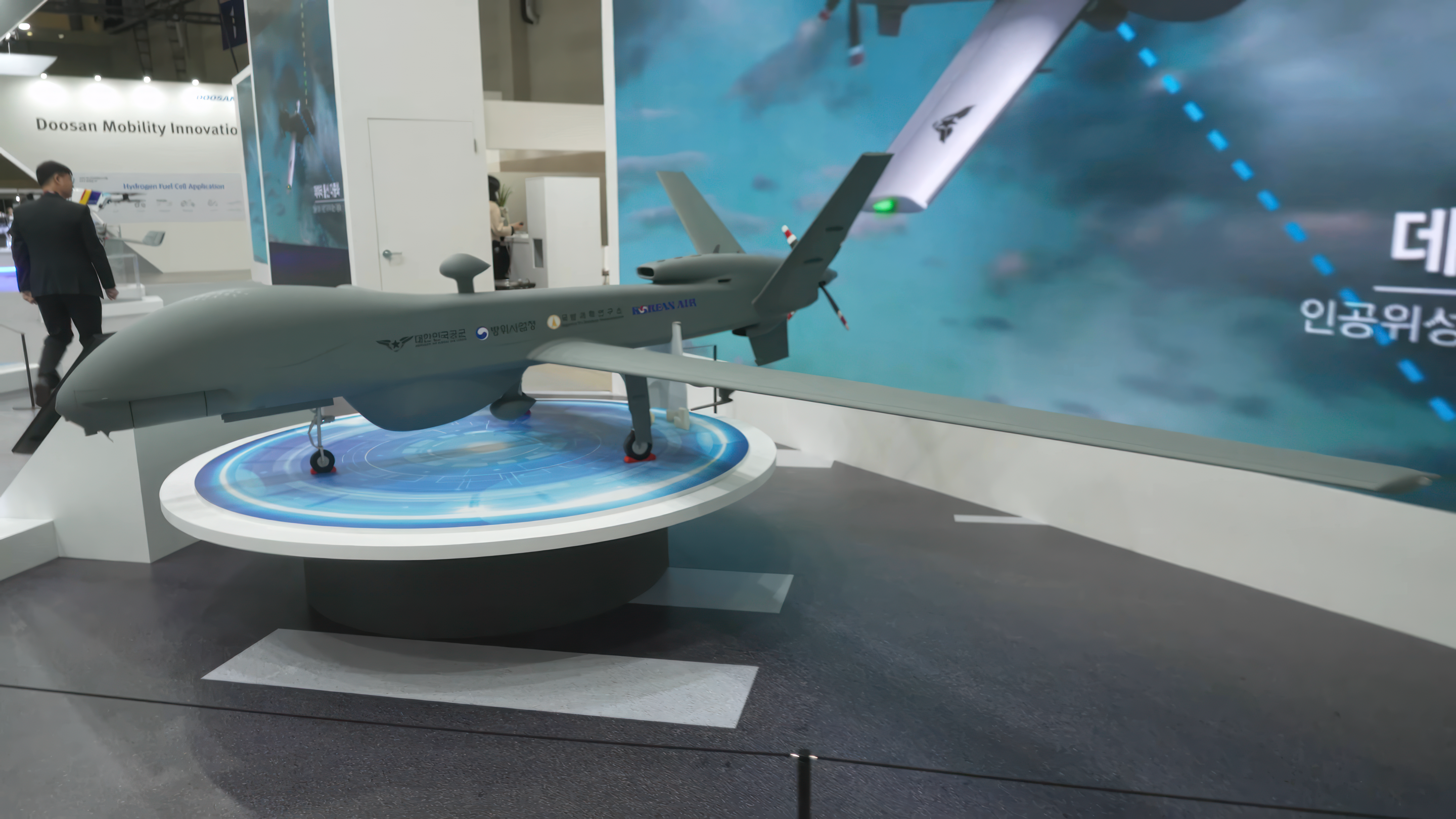
KUS-FSの模型

システムは、無人機2-4機、地上管制システム、地上支援システムから構成される。
機体サイズは全長13m（43フィート）、翼幅25m（82フィート）、全高3m（9.8フィート）である。エンジンには、SSM-700K 海星対艦ミサイル用に開発されたサムスン・テックウィン製SS-760Kターボジェットエンジンをベースにした、1,200馬力のターボプロップエンジンを搭載している。実用上昇限度である高度13,000m（43,000フィート）で24時間を超える滞空能力を有しており、搭載する監視システムは130km（81マイル）離れたソウル総合運動場内の特定の座席を識別できるほどの精度を有している。また、高度10-13km（33,000-45,000フィート）から110km（68マイル）離れた地上目標を捜索することができる。翼下には、各種兵装を搭載できる4か所のハードポイントがある。
機体の管制は、見通し線データリンクまたは衛星データリンクで行われ、リレー通信も可能。
大韓民国空軍では合計10機の機体を含む2-3基のシステムパッケージを調達する計画で、2023年第4四半期から2024年第1四半期までに納入を開始し、2025年までに軍に導入、2028年に納入を完了する予定である。2024年1月から生産が開始されている。

## 事件・事故
2019年12月、KUS-FS試作機2機のうち1機が運用評価試験中に墜落し、もう1機にも防氷システムに欠陥があることが判明した。

## 仕様
出典：大韓航空航空宇宙部門、ハンファシステム、LIGネクスワン

### 全般
- 乗員:無人
- 全長:13m（42フィート8インチ）
- 全幅:25m（82フィート）
- 全高:3m（9フィート10インチ）
- 最大離陸重量:5,750kg（12,677ポンド）
- エンジン:ハンファエアロスペース製ターボプロップエンジン 1,200hp（890kW）、推力24.46kN（5,500lbf）×1基

（サムスンテックウィン製SS-760Kターボジェットエンジン 推力4.67kN（1,050lbf）をベースに改造したもの）

### 性能
- 最高速度:360km/h（時速220マイル、190ノット）
- 航続距離:500km（310マイル、270カイリ）
- 航続時間:24時間
- 実用上昇限度:13,716m（45,000フィート）

### アビオニクス
- ハンファシステム製電子光学（EO）センサー
- ハンファシステム製赤外線（IR）センサー
- LIGネクスワン製NexSAR合成開口レーダー（SAR）[16]
- LIGネクスワン製見通し線（LOS）データリンク
- LIGネクスワン製衛星データリンク
- LIGネクスワン製GPS妨害対抗装置
- BAEシステムズ製スターファイアMXF-4058 U / VHF-AM通信機
- LIGネクスワン製統合ミッションコンピュータ
- LIGネクスワン製前方監視型赤外線装置（FLIR）
- LIGネクスワン製電波高度計（RALT）
- LIGネクスワン製飛行制御コンピュータ（FLCC）